# Oligaphorurini
Tribu
Les Oligaphorurini sont une tribu de collemboles de la famille des Onychiuridae.

## Liste des genres
Selon Checklist of the Collembola of the World (version du 3 octobre 2019) :
- Chribellphorura Weiner, 1996
- Oligaphorura Bagnall, 1949
- Troglaphorura Vargovitsh, 2019

## Publication originale
- Bagnall, 1949 : Contributions toward a knowledge of the Isotomidae (Collembola). I-XV. Annals & Magazine of Natural History Series, vol. 12, no 1, p. 529-541.